# Pterolophia plicata
Pterolophia plicata là một loài bọ cánh cứng trong họ Cerambycidae.